# David Strauss
David Friedrich Strauss (nebo Strauß, 27. ledna 1808 – 8. února 1874) byl německý protestantský teolog, filozof a spisovatel.

## Biografie
Narodil se 27. ledna 1808 v Ludwigsburgu v rodině obchodníka. Matka ho vychovávala v duchu protestantské zbožnosti. Navštěvoval evangelický teologický seminář v Blaubeurenu a pak univerzitu v Tübingenu. V roce 1831 byl jmenován profesorem hebrejštiny a řečtiny na teologickém semináři v Maulbronnu, ale již na podzim téhož roku se odebral do Berlína, kde chtěl poslouchat přednášky Hegelovy, ten však v listopadu 1831 zemřel; Strauss tedy navštěvoval přednášky Schleiermacherovy, které ho též značně ovlivnily. Roku 1832 byl jmenován pomocníkem na teologickém ústavu v Tübingenu, kde pak na univerzitě s velkým úspěchem přednášel o Hegelově filozofii.
Po vydání Života Ježíšova byl Strauss roku 1835 zbaven místa v Tübingenu a přesazen na lyceum do Ludwigsburgu; tohoto místa se však vzdal již v roce 1836. V roce 1839 byl povolán za profesora dogmatiky a církevních dějin na univerzitu v Curychu, ale pro odpor ortodoxních kruhů byl penzionován ještě předtím, než místo nastoupil; bylo mu přiznáno výslužné 1000 franků. Dále žil jako soukromník a věnoval se vědecké a publikační činnosti. V roce 1842 si vzal zpěvačku Agnes Schebestovou, leč manželství bylo roku 1847 rozvedeno. Jeho pokus vstoupit v roce 1848 do politiky skončil neúspěšně. David Strauss zemřel v Ludwigsburgu 8. února 1874.

## Názory
Veřejně ale pobouřil křesťanskou Evropu svou knihou Život Ježíšův (něm. Das Leben Jesu, 1. vydání 1835), což byl jeden z prvních projevů mladohegelovců, ke kterým se Strauss hlásil. Strauss si v tomto svém díle položil otázku: Je to, co se vypráví v Novém zákoně o Ježíšovi, věrným líčením historických událostí? Jeho odpovědí bylo, že zázračná vyprávění Nového zákona nejsou svědectvím o historických událostech, nýbrž jsou to vyprávění mytická. Pojem mýtu pro něj znamenal, že se v něm v dobových motivech, formou poetické pověsti, která se nikdy nestala, líčí věčné náboženské ideje. Tento mýtus je třeba odlišit od skutečné historie Ježíšova života, o nějž se však Strauss již dále nezajímá. Stal se jedním z prvních průkopníků zkoumání historického původu Ježíše. Jeho práce nicméně vzbudila prudký odpor ze strany protestantských i katolických teologů; katolická církev dekretem ze dne 27. srpna 1838 zařadila Straussův Život Ježíšův na Index zakázaných knih.
Po uveřejnění Straussovy knihy Život Ježíšův se jasně projevil rozkol hegelovské školy na levé a pravé křídlo. Praví hegelovci, kteří přijali jako východisko hegelovskou ideu o jednotě filosofie a náboženství, se snažili v boji proti Straussově mytologické koncepci dokázat, že filozofie nemůže vynášet soud nad náboženstvím, protože je na něm založena. Avšak proti Straussovi vystoupili nejen konzervativní Hegelovi stoupenci, ale i Bruno Bauer, který přešel na levohegelovské stanovisko. Kritizoval jak závěry, k nimž dospěl Strauss, tak i filozofickou koncepci, již je základem jeho analýzy Evangelií, podle níž je vývoj náboženství a veškerého lidstva „substanciální“ neuvědomělý proces.

## Dílo

### Spisy (výběr)
- Das Leben Jesu, kritisch bearbeitet (2 svazky, 1835) – Život Ježíšův, kriticky zpracovaný
- Die christliche Glaubenslehre in ihrer geschichtlichen Entwicklung und im Kampfe mit der modernen Wissenschaft (2 svazky, 1840–1841) – Křesťanská věrouka ve svém dějinném vývoji a v boji s moderní vědou
- Schubarts Leben in seinen Briefen (1849) – Schubartův život v jeho dopisech [Ch. F. D. Schubart (1739–1791), básník a skladatel]
- Christian Märklin (1851) [Ch. Märklin (1807–1849), protestantský teolog]
- Leben und Schriften des Dichters und Philologen Nicodemus Frischlin (1855) – Život a spisy básníka a filologa Nicodema Frischlina [N. Frischlin (1547–1590)]
- Ulrich von Hutten (1858)
- Hermann Samuel Reimarus (1862)
- Das Leben Jesu für das deutsche Volk bearbeitet (1864) – Život Ježíšův pro německý lid
- Der Christus des Glaubens und der Jesus der Geschichte, eine Kritik der Schleiermacherschen Lebens Jesu (1865) – Kristus víry a Ježíš historický, kritika Schleiermacherova Života Ježíšova
- Lessings Nathan der Weise (1865) – Lessingův Moudrý Nathan
- Die Halben und die Ganzen (1865) – Poloviční a celí
- Voltaire, sechs Vorträge (1870) – Voltaire, šest přednášek
- Der alte und der neue Glaube. Ein Bekenntniss (1872). – Stará a nová víra. Zpověď

Sebrané spisy (Gesammelten Schriften) Davida Strausse v jedenácti svazcích vydal v Bonnu v letech 1876–1878 jeho přítel Eduard Zeller (1814–1908, historik antické filozofie), který též napsal Straussův životopis.

### České překlady
- STRAUSS, David Friedrich. Život Ježíšův prostonárodně sestavený. Chicago: Aug. Geringer, 1883. 262 s.
- PEŠEK, Jiří, ed. Výbor z filozofických spisů mladohegelovců. 1. Překlad Naděžda Pelcová. 1. vyd. Praha: Svoboda, 1989. 355 s. ISBN 80-205-0078-2. [Straussův Život Ježíšův (výběr, ukázky) je na str. 41–94.]